# Pseudoleskea wallichii
Pseudoleskea wallichii là một loài Rêu trong họ Leskeaceae. Loài này được (Mitt.) Sauerb. mô tả khoa học đầu tiên năm 1880.